# کستانته جیراردنگو
کستانته جیراردنگو (۱۸تلفظ ایتالیایی: [koˈstante dʒirarˈdeŋɡo]؛ مارس ۱۸۹۳–۹ فوریهٔ ۱۹۷۸) رکابزن حرفه‌ای ایتالیایی بود که در رشتهٔ دوچرخه‌سواری جاده فعالیت می‌کرد و بسیاری او را یکی از بهترین رکابزنان تاریخ دوچرخه‌سواری می‌دانند. او نخستین رکابزنی بود که توسط رسانه‌ها و هواداران ایتالیایی، قهرمان قهرمانان نامیده شد. در دوران محبوبیتش در دههٔ ۱۹۲۰ گفته می‌شد که از موسولینی محبوب‌تر است و فرمان داده شده‌بود که همهٔ قطارهای اکسپرس باید در ایستگاه شهر او نووی لیگوره توقف کنند. این افتخاری بود که در شرایط عادی تنها به سران دولت داده می‌شد.
دستاوردهای دوران فعالیت او شامل دو قهرمانی در جیرو دیتالیا، شش پیروزی در میلان–سانرمو و سه پیروزی در تور لمباردی بود. همچنین ۹ بار قهرمان مسابقهٔ استقامت جادهٔ ایتالیا شد. فعالیت حرفه‌ای او از سال ۱۹۱۲ تا ۱۹۳۶ به طول انجامید. جنگ جهانی اول بخشی از بهترین سال‌های جیراردنگو را از میان برد. او تقریباً تنها در کشور خود مسابقه می‌داد؛ زیرا سفر خارجی در آن دوران ساده نبود. جیراردنگو دارای قد کوتاهی بود و ملقب به خپل نووی شده‌بود.

## فعالیت حرفه‌ای
کستانته جیراردنگو در نووی لیگوره در استان آلساندریا زاده‌شد. او در سال ۱۹۱۳ در ۲۰ سالگی حرفه‌ای شد و به تیم ماینو-دونلوپ پیوست. سال پیش از آن، نمایش خیره‌کننده‌ای در مسابقات آماتور داشت و نفر دوم تور توسکانی شده‌بود. در همان سال، برندهٔ یک مرحله از جیرو دیتالیا و نیز قهرمان استقامت جادهٔ ایتالیا شد. در سال ۱۹۱۴ نخستین پیروزی خود در تور یک‌روزهٔ میلان–تورین را به دست آورد که این پیروزی، چهار بار دیگر تکرار شد. در همان سال در بلندترین مرحلهٔ تاریخ جیرو دیتالیا به مسافت ۴۳۰ کیلومتر از لوکا به رم پیروز شد. همچنین تنها حضور جیراردنگو در تور دو فرانس در این سال رخ داد. او به عنوان مهمان برای تیم اوتوموتو رکاب زد و پس از چند بار زمین‌خوردن در مراحل پنجم و ششم، مسابقه را ترک کرد. در سال ۱۹۱۵ نیز برندهٔ میلان–تورین شد؛ ولی در میلان–سانرمو با این که برنده شده‌بود، به دلیل خروج از مسیر، رد صلاحیت شد.
پس از سال ۱۹۱۵ بیشتر فعالیت‌های دوچرخه‌سواری به دلیل وقوع جنگ جهانی اول، متوقف شده‌بود و به همین دلیل، پیروزی بعدی جیراردنگو در سال ۱۹۱۸ اتفاق افتاد. او نخستین پیروزی خود در میلان–سانرمو را کسب کرد. او توانست در سال‌های ۱۹۱۷ تا ۱۹۲۶ همواره بر یکی از سکوهای سه‌گانهٔ این تور بایستد و ۶ بار برندهٔ آن شود. طی جنگ جهانی اول، جیراردنگو مبتلا به آنفلوآنزای اسپانیایی شده‌بود و در آستانهٔ مرگ بود؛ ولی نجات یافت. مربی او اعتقاد داشت کسی که از چنین بیماری نجات یافته‌است، نمی‌تواند به‌خوبی مسابقه دهد و زمانی با تمدید پروانهٔ او مخالفت کرد.
در سال ۱۹۱۹ جیراردنگو توانست نخستین پیروزی خود در جیرو دیتالیا را به دست آورد. او برندهٔ هفت مرحله از مسابقه نیز شد. او در سه سال بعد، شرایط مناسبی نداشت و هر بار در مراحل نخست جیرو کناره‌گیری می‌کرد. سال ۱۹۲۳ بهترین سال جیراردنگو بود؛ زیرا توانست ۱۶ پیروزی کسب کند. او برای دومین بار فاتح جیرو شود و در ۸ مرحله از ۱۰ مرحلهٔ آن به پیروزی رسید. در بسیاری از مسابقات یک‌روزهٔ ایتالیا نیز برنده شد.
جیراردنگو و چند رکابزن شاخص دیگر به دلیل اختلاف مالی با تیم‌های خود در جیروی ۱۹۲۴ شرکت نکردند. در جیروی ۱۹۲۵ نیز با آلفردو بیندا رقابت شدیدی داشت، ولی در پایان با فاصلهٔ نزدیک ۵ دقیقه با او دوم شد. در سال ۱۹۲۶ نیز در حالی که رهبر مسابقه بود، در مرحلهٔ هفتم تصادف کرد و وادار به کناره‌گیری شد. در سال ۱۹۲۷ جیراردنگو نایب قهرمان نخستین دورهٔ مسابقات قهرمانی دوچرخه‌سواری جادهٔ جهان در نوربورگرینگ شد. تیم چهار نفرهٔ ایتالیا شامل جیراردنگو، بیندا، گائتانو بلونی و دومنیکو پیمونتسی همکاری تیم خوبی را به نمایش گذاشت و بیندا در فاصلهٔ ۳۰ کیلومتری خط پایان، فرار کرد تا قهرمانی را به دست آورد. چهار رتبهٔ نخست در اختیار دوچرخه‌سواران ایتالیایی قرار گرفت. ششمین پیروزی جیراردنگو در میلان–سانرمو در سال ۱۹۲۸ آخرین پیروزی بزرگ او بود. البته او چند سال پس از آن نیز به دوچرخه‌سواری ادامه داد و در ۴۳ سالگی در سال ۱۹۳۶ بازنشسته شد.
جیراردنگو پس از بازنشستگی به مربی‌گری تیم حرفه‌ای ماینو مشغول شد. همچنین مدتی سرمربی تیم ملی ایتالیا بود و در تور دو فرانس ۱۹۳۸ به جینو بارتالی مشورت می‌داد.
او در فوریهٔ ۱۹۷۸ در کاسانو اسپینولا در نزدیکی نووی لیگوره در سن ۸۴ سالگی درگذشت.

## دستاوردها

### نتایج گرند تورها
| گرند تور | ۱۹۱۳    | ۱۹۱۴    | ۱۹۱۹    | ۱۹۲۰    | ۱۹۲۱    | ۱۹۲۲    | ۱۹۲۳    | ۱۹۲۴    | ۱۹۲۵    | ۱۹۲۶    |
| -------- | ------- | ------- | ------- | ------- | ------- | ------- | ------- | ------- | ------- | ------- |
| جیرو     | ۶       | ناتمام  | ۱       | ناتمام  | ناتمام  | ناتمام  | ۱       | –       | ۲       | ناتمام  |
| تور      | –       | ناتمام  | –       | –       | –       | –       | –       | –       | –       | –       |
| ووئلتا   | ناموجود | ناموجود | ناموجود | ناموجود | ناموجود | ناموجود | ناموجود | ناموجود | ناموجود | ناموجود |